# Syngonanthus philcoxii
Syngonanthus philcoxii är en gräsväxtart som beskrevs av Harold Norman Moldenke. Syngonanthus philcoxii ingår i släktet Syngonanthus och familjen Eriocaulaceae. Inga underarter finns listade i Catalogue of Life.